# Гордеев, Евгений Ильич
Евгений Ильич Гордеев (25 ноября 1948, село Пономаревка, Оренбургская область — 25 сентября 2024) — российский учёный и специалист в области вулканологии, сейсмологии и геодинамики, академик РАН (2008), председатель Камчатского научного центра ДВО РАН, научный руководитель (с 2018) и бывший директор (2004—2018) Института вулканологии и сейсмологии ДВО РАН, председатель Камчатского краевого отделения РГО (2010—2016), член Президиума ДВО РАН. Доктор физико-математических наук, профессор.

## Биография
В 1966—1972 годах учился на кафедре физики Земли физического факультета МГУ.
В 1972—1979 годах работал в Институте вулканологии ДВНЦ АН СССР научным сотрудником, затем заведующим лабораторией.
В 1970-х годах основная научная деятельность — исследование штормовых микросейсм. Впервые он использовал динамические характеристики волновых полей микросейсм для определения строения верхних горизонтов земной коры.
В 1975—1976 годах, после извержения вулкана Толбачик, начал изучать сейсмические сигналы на активных вулканах, им была выяснена природа низкочастотных сейсмических сигналов и предложена оригинальная модель источника этих сигналов. Им впервые рассмотрен механизм и источник излучения упругих волн вязкоупругим газонасыщенным расплавом.
В 1979 году на физическом факультете МГУ защитил кандидатскую диссертацию по исследованию сейсмических сигналов, возникающих в результате морского волнения (штормовых микросейсм).
В 1979—2004 годах был директором Камчатской опытно-методической сейсмологической партии Геофизической службы РАН.
В 1990-е годы под его руководством были выявлены реальные предвестники сильных землетрясений в вариациях состава подземных вод, в деформациях земной коры и во временных особенностях высокочастотного сейсмического шума. По наблюдениям этих предвестников сделано несколько успешных прогнозов сильных землетрясений.
В 1998 году на физическом факультете МГУ защитил докторскую диссертацию о природе сейсмических сигналов на активных вулканах.
Совместно с учёными из Йельского университета (США) организовал и провёл в 1998—1999 годах широкомасштабный сейсмологический эксперимент по исследованию анизотропии верхней мантии под Камчаткой и по определению строения земной коры.
В январе 2004 года назначен директором-организатором Института вулканологии и сейсмологии ДВО РАН, а в мае 2004 года был избран на должность директора института.
В мае 2006 года избран членом-корреспондентом РАН.
В мае 2008 года избран академиком РАН.
В 2004—2018 годах — председатель Учёного совета Института вулканологии и сейсмологии ДВО РАН. Сложил полномочия председателя Учёного совета 24 декабря 2018 года.
В октябре 2008 года присвоено звание Почётного профессора Камчатского государственного университета имени Витуса Беринга.
В 2010—2016 годах — председатель Камчатского краевого отделения Русского географического общества.
В январе 2018 года сложил полномочия директора Института вулканологии и сейсмологии ДВО РАН в связи с возрастными ограничениями ФАНО.
Под его руководством на Камчатке создана система наблюдения за тектоническими и вулканическими землетрясениями.
Являлся главным редактором научного журнала «Вестник КРАУНЦ. Серия: Науки о Земле», членом редакционных коллегий журналов «Вулканология и сейсмология», «Вестник СВНЦ ДВО РАН», «Вопросы географии Камчатки», членом Научного совета РАН по проблемам сейсмологии, соруководителем Российско-японского проекта «Сейсмотектоника Охото-морской плиты» и руководителем с российской стороны Международной ассоциации «Процессы субдукции в Алеутской, Курило-Камчатской и Японской островных дугах». Являлся членом Комиссии по чрезвычайным ситуациям при Администрации Камчатской области.
Возглавлял научную интеграционную лабораторию в Камчатском государственном университете имени Витуса Беринга.
Умер 25 сентября 2024 года после продолжительной болезни в возрасте 75 лет.

## Награды и премии
- 2008 — Премия имени члена-корреспондента АН СССР Б. И. Пийпа за серию работ «Сейсмология вулканов».
- 2024 — Почётная грамота Президента Российской Федерации (5 февраля 2024 года) — за заслуги в развитии отечественной науки, многолетнюю плодотворную деятельность и в связи с 300-летием со дня основания Российской академии наук[8].

## Членство в организациях
- Действительный член Совета Камчатского краевого отделения РГО
- Действительный член Русского географического общества (РГО)
- Действительный член Американского геофизического союза (AGU)
- Действительный член Международной ассоциации вулканологии и химии земных недр (IAVCEI)

## Основные работы
Автор и соавтор более 230 публикаций, в том числе 8 монографий.